# Schizostachyum whitei
Schizostachyum whitei är en gräsart som beskrevs av Richard Eric Holttum. Schizostachyum whitei ingår i släktet Schizostachyum och familjen gräs. Inga underarter finns listade i Catalogue of Life.